# ائوگنیوش بودو
اویگنیوش بودو (لهستانی: Eugeniusz Bodo؛ ‏تلفظ لهستانی: [ɛwˈɡɛɲuʐ]؛ ‏ ۲۸ دسامبر ۱۸۹۹ – ۷ اکتبر ۱۹۴۳)کارگردان، تهیه‌کننده و یکی از محبوب‌ترین بازیگران و کمدین‌های اهل لهستان بود. وی در برخی از محبوب‌ترین فیلم‌های لهستانی در دههٔ ۳۰ میلادی بازی کرده بود.
از فیلم‌ها یا برنامه‌های تلویزیونی که وی در آن نقش داشته‌است، می‌توان به عالی‌جناب، شاگرد مغازه، همسایه‌ها، روبرت و برترام، خواننده ورشویی، صدای صحرا و اسباب‌بازی اشاره کرد.